# Gran Erg Oriental
El Gran Erg Oriental (àrab: العرق الشرقي الكبير, al-ʿIrq ax-Xarqī al-Kabīr) és un desert de dunes d'arena d'Algèria i en una petita part de Tunísia, que es troba al nord de l'altiplà (tassili) d'Ahaggar (en la part del nord, el tassili En Ajjer), i arriba fins a Tunísia (de la qual ocupa el quart sud-oest del pais) al nord-est i fins a l'altiplà de Tademaït al sud-oest. La superfície principal correspon a Algèria, que en té al seu territori 8/10 parts. Tunísia té només 1/10 part. La superfície és d'uns 190.000 km² dels quals uns 35.000 km² són en territori tunisià.
El Gran erg algerià està limitat per la frontera tunisiana a l'est, i al sud-est pel desert de pedres d'El Homr a Líbia; al sud-sud-est pel desert de pedres de Tinghert (Hamada), i al sud-sud-oest per l'altiplà (Hidab) de Tinghert; a l'oest (sud-oest) per l'altiplà de Tademaït; a l'oest per una franja de desert una mica diferent que va de nord a sud i en què hi ha nombrosos oueds ('rierols'), que el separa del Gran erg occidental; i al nord la admin2 predesèrtica anomenada Chambi Oued.
L'antiga zona sud del Grand Erg Oriental ha passat a considerar-se un erg separat, és a dir, l'Issaouane. Per tant, qualsevol aigua que entri al Wadi Igharghar des d'Ahaggar desembocaria a l'Issaouane. No obstant això, altres uadis subterranis flueixen dins i a través del Grand Erg Oriental.
L'erg tunisià va entre Nefta i Tozeur i la zona del Chott El Djerid al nord, i Bordj El Khadra a l'extrem sud de Tunísia, a uns 10 km de Ghadames, o sigui, uns 400 km, amb una amplada mitjana de 100 km (130 km al nord, només 55 km al sud) entre la frontera algeriana i l'altiplà de Dahar a la Djeffara. El Parc Nacional de Jbil, desert de dunes, i el Parc Nacional de Sidi Toui, desert de pedres, són en aquesta part.
L'erg, el formen dunes generalment baixes; arriben a una alçària màxima de poc més de 200 metres. A les parts sense duna, la capa d'arena és més fina i algunes pedres del desert sobresurten per damunt; la vegetació, força escassa, consisteix en matolls xeròfits i espècies com el drinn (Stipagrostis pungens, sinònim: Aristida pungens), que es troben a les parts baixes i en algun vessant de duna. La fauna està formada per guineus del Sàhara, insectes diversos, aràcnids, escorpins i serps (entre aquestes, una de molt verinosa anomenada localment verí de l'arena).